# Рокапипироци (Изернија)
Рокапипироци је насеље у Италији у округу Изернија, региону Молизе.
Према процени из 2011. у насељу је живело 217 становника. Насеље се налази на надморској висини од 427 м.